# Anne Caprile
Pour les articles homonymes, voir Caprile (homonymie).
Anne Caprile, née le 18 novembre 1920 à Nice et morte le 18 février 2013 à Saint-Cloud, est une actrice, dramaturge, réalisatrice et metteuse en scène française.

## Biographie
Née Anna Pauline Caprile, à Nice de parents italiens (Pierre Bonifasse Caprile, né à Dolcedo, et Elvire Potenti, née à Sanremo) ayant fui l'Italie de Mussolini, c'est sous le pseudonyme de Anna Paglieri qu'elle commença sa carrière au cinéma en 1946 ; puis en 1947, au Théâtre national de Chaillot et lors du premier Festival d'Avignon en faisant partie de la première troupe de Jean Vilar, alors composée, entre autres, par Jeanne Moreau, Silvia Monfort, Laurence Badie, Philippe Noiret et Jean Négroni.
Parallèlement à sa carrière théâtrale elle se fait connaitre à la radio en 1957 pour son rôle de La Esmeralda donnant la réplique à Michel Bouquet (jouant le rôle de Claude Frollo) dans les 64 épisodes de Notre-Dame de Paris ; lors de nombreuses pièces radiophoniques de la série Les Maîtres du mystère diffusée sur France Inter de 1952 à 1974 ; et, de 1966 à 1974, en étant la comparse de Pierre Dac, Paul Préboist, Roger Carel, Jean Piat, Maurice Biraud et Héléna Bossis lors des 740 épisodes du feuilleton radiophonique Bons baisers de partout de Pierre Dac et Louis Rognoni.
Au cinéma elle interpréta la fille de Louis de Funès en 1954 dans Escalier de service de Carlo Rim ; joua en 1960 avec Annie Girardot, Daniel Gélin et Christian Marquand dans La proie pour l'ombre d'Alexandre Astruc ; et, en 1964, partagera l'affiche des deux volets du diptyque La Vie conjugale d'André Cayatte (Jean-Marc ou la Vie conjugale et Françoise ou la Vie conjugale) avec Jacques Charrier, Marie-José Nat, Macha Méril et Giani Esposito.
De par ses origines, et sa facilité à prendre l’accent italien, elle fut pour certains films la doublure voix française d'Elsa Martinelli, de Monica Vitti, d'Anna Magnani, de Pier Angeli, de Lea Massari et de Sophia Loren.
En 1970, elle fonda la compagnie de théâtre et de marionnettes Théâtre de tous les temps ; dirigea le Théâtre du Vieux-Colombier de 1971 à 1972, et fut également l'assistante et l'interprète du cinéaste Roberto Rossellini.

### Vie privée et famille

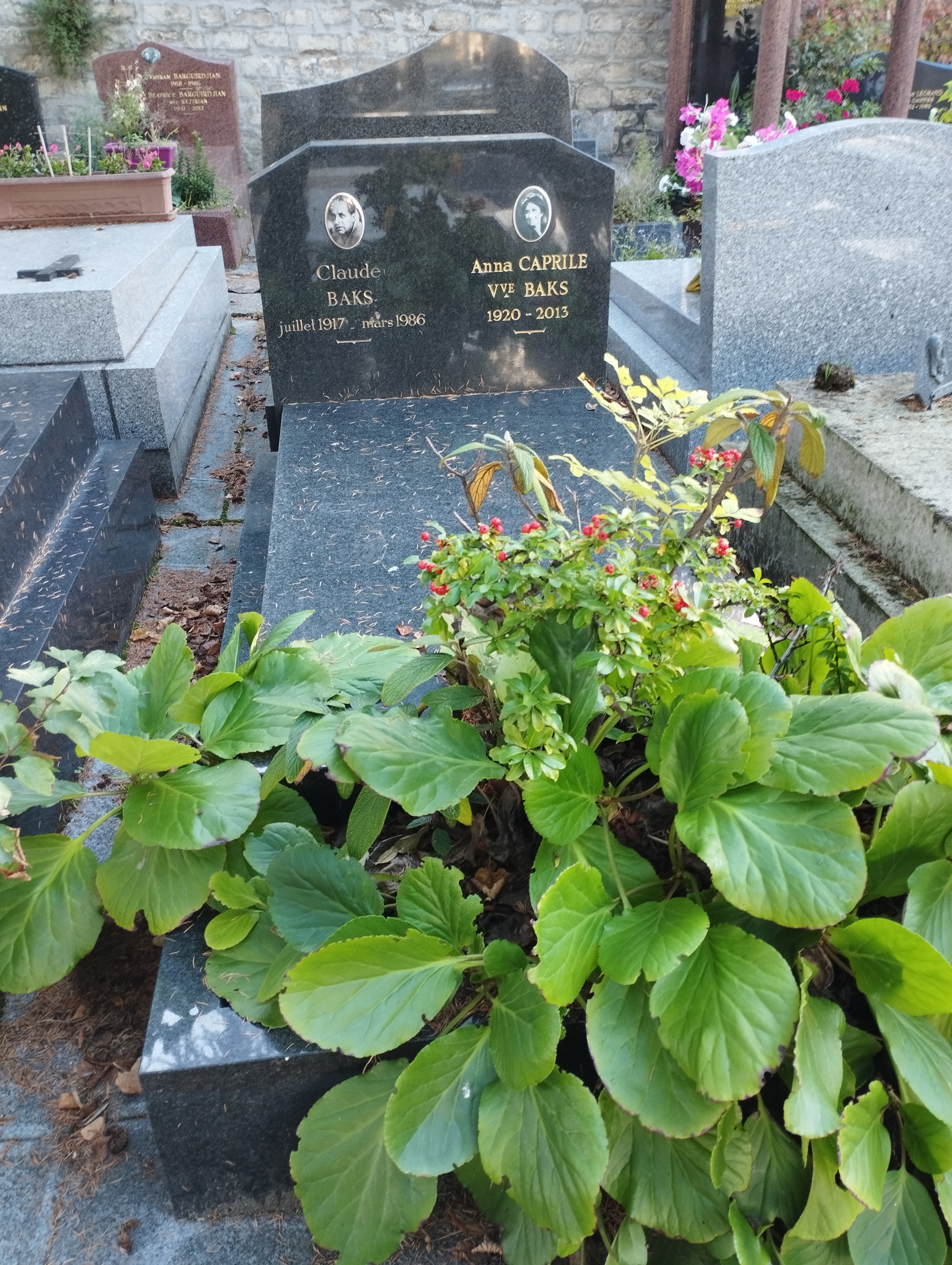
Tombe d'Anne Caprile au cimetière du Montparnasse (division 15).

Anne Caprile était l'épouse de Claude Baks, décédé en 1986, qui fut :
- résistant auprès des Forces françaises libres pendant l'Occupation[12],[13] ;
- ingénieur, inventeur et déposant de brevets d'équipements de forages pétroliers[14],[15] ;
- ami et bras droit de Jean Riboud[16],[17] président de Schlumberger ;
- proche de François Mitterrand[18] ;
- sauveteur du Théâtre du Vieux-Colombier à l'issue d'un procès qu'il remporta en 1970 à l'encontre d'une compagnie pétrolière voulant le démolir au profit d'une station-service[19],[20] ; (le Vieux-Colombier a depuis été classé au titre des monuments historiques et fait maintenant partie du patrimoine de la Comédie-Française) ;
- intime du producteur Jean-Pierre Rassam[21], compagnon de Carole Bouquet et beau-frère de Claude Berri ;
- producteur lui-même (entre autres[22] du film Le Bon Roi Dagobert de Dino Risi)[23] ;
- associé d'Henri Langlois[24] cofondateur de la Cinémathèque française ;
- associé à l'époux d'Ingrid Bergman, le réalisateur Roberto Rossellini[25] ;
- et administrateur de Gaumont[26],[27].

Elle avait une fille, Joan Paglieri, décédée à 53 ans,, et pour petit-fils le photographe évènementiel Benoît Éon,.
Elle est inhumée au cimetière du Montparnasse (division 15, 5e ligne est, tombe 68 sud).

## Théâtre (liste non exhaustive)
- 1947 : La Tragédie du roi Richard II (sous le nom d'Anna Paglieri), de William Shakespeare ; avec notamment Jean Vilar, Philippe Noiret, Jeanne Moreau, Silvia Monfort, Léone Nogarède et Laurence Badie ; mise en scène par Jean Vilar.
- 1947 : Histoire de Tobie et Sara  (sous le nom d'Anna Paglieri), de Paul Claudel ; avec notamment Jean Vilar, Jeanne Moreau, Silvia Monfort et Jean Négroni ; mise en scène par Maurice Cazeneuve.
- 1947 : La Petite Hutte (sous le nom d'Anna Paglieri), d'André Roussin ; en remplacement de Suzanne Flon ; avec Fernand Gravey et André Roussin ; mise en scène par André Roussin.
- 1949 : Passage de l’Étoile (sous le nom d'Anna Paglieri), de Gilles ; mise en scène de Louis Ducreux.
- 1951 : Cymbeline, de William Shakespeare ; avec notamment Georges Wilson et Roger Carel ; mise en scène de Maurice Jacquemeont.
- 1951 : Noces de sang, de Federico Garcia Lorca ; avec Michel Vitold ; mise en scène de Maurice Jacquemeont.
- 1951 : Les Amours de Don Perlimplín avec Belise en son jardin, de Federico Garcia Lorca ; mise en scène de Maurice Jacquemeont.
- 1954 : Zamore, de Georges Neveux ; avec Jacques Morel et Guy Piérauld ; mise en scène d’Henri Soubeyran.
- 1954 : Le Jeu de l'amour et de la mort, de Romain Rolland ; avec Marcel Cuvelier ; mise en scène de Marcel Cuvelier.
- 1955 : Un mari idéal, d’Oscar Wilde ; avec Bruno Cremer, Delphine Seyrig, Françoise Brion et Éléonore Hirt ; mise en scène de Jean-Marie Serreau.
- 1956 : Le baladin du monde occidental, de John Millington Synge ; avec Christian Marin ; mise en scène de René Dupuy.
- 1957 : La Carmen, d’André de Richaud ; avec Sami Frey ; mise en scène de Bernard Jenny.
- 1957 : Les Amours de Don Perlimplín avec Belise en son jardin, de Federico Garcia Lorca ; avec Sami Frey ; mise en scène de Bernard Jenny.
- 1957 : La savetière prodigieuse, de Federico Garcia Lorca ; mise en scène de Bernard Jenny.
- 1959 : L’homme clandestin, d’Anna Langfus ; mise en scène de Daniel Postal.
- 1960 : Christobal de Lugo, de Loys Masson ; mise en scène de Bernard Jenny.
- 1962 : Polyeucte, de Pierre Corneille ; avec Giani Esposito ; mise en scène de Bernard Jenny.
- 1963 : Nikos et Marika, de Léopold Ahlsen ; mise en scène de Jacques Sarthou.
- 1966 : Les Amoureux, de Carlo Goldoni ; adapté et mis en scène par Anne Caprile.
- 1967 : Les trombones, de Federico Zardi ; adaptation française d'Anne Caprile.
- 1968 : L'Ile des chèvres, d’Ugo Betti ; avec Dora Doll et Bernard Noël ; mise en scène d’Henri Soubeyran.
- 1969 : Rixe, de Jean-Claude Grumberg ; avec Maurice Travail ; mise en scène de Jean-Pierre Miquel.
- 1970 : Les Guss, d’Anne Caprile (sous le pseudonyme d’Antony Capa)[33] ; avec Roger Hanin ; mise en scène d’Anne Caprile & Roberto Rossellini[34].
- 1970 : La perruque de Cassandre, de Pauline Séraphin ; mise en scène d’Anne Caprile.
- 1971 : Arlequin revient du zoo, d’Anne Caprile ; mise en scène d’Anne Caprile.
- 1981 : Si tu grimpes à l’arbre, rapporte-moi une vache !, d'après Tawfiq al-Hakim ; adaptation et mise en scène d’Anne Caprile.

## Filmographie

### Cinéma (liste non exhaustive)
- 1946 : Une femme coupée en morceaux (sous le nom d'Anna Paglieri) de Yvan Noé
- 1954 : Escalier de service de Carlo Rim : Carlotta Grimaldi
- 1960 : La proie pour l'ombre de Alexandre Astruc : Luce
- 1961 : Le Huitième Jour de Marcel Hanoun
- 1964 : Jean-Marc ou la Vie conjugale de André Cayatte : Madame Monier
- 1964 : Françoise ou la Vie conjugale de André Cayatte : Madame Monier
- 1978 : L'Affaire Savolta de Antonio Drove

### Doublage (liste non exhaustive)
- 1951 : Convoi de Femmes, de William A. Wellman, (voix française de Julie Bishop) : Laurie Smith.
- 1955 : La Rivière de nos amours, d'André De Toth, (voix française d'Elsa Martinelli) : Onahti.
- 1956 : Marqué par la haine, de Robert Wise, (voix française de Pier Angeli) : Norma.
- 1956 : Diane de Poitiers, de David Miller, (voix française de Marisa Pavan) : Catherine de Médicis.
- 1956 : L'Homme au complet gris, de Nunnally Johnson, (voix française de Marisa Pavan) : Maria Montagne.
- 1958 : Cow-boy, de Delmer Daves, (voix française de Anna Kashfi) : Maria Vidal.
- 1958 : La Péniche du bonheur, de Melville Shavelson, (voix française de Sophia Loren) : Gina / Cinzia Zaccardi.
- 1958 : Le Fou du cirque, de Michael Kidd, (voix française de Pier Angeli) : Celina.
- 1958 : Bagarres au King Créole, de Michael Curtiz, (voix française de Jan Shepard (en)) : Mimi Fisher.
- 1958 : Tueurs de feux à Maracaibo, de Cornel Wilde, (voix française de Abbe Lane) : Elena Holbrook.
- 1960 : C'est arrivé à Naples, de Melville Shavelson, (voix française de Sophia Loren) : Lucia Curcio.
- 1960 : L'avventura, de Michelangelo Antonioni, (voix française de Lea Massari) : Anna.
- 1961 : La Fièvre dans le sang, de Elia Kazan, (voix française de Zohra Lampert) : Angelina.
- 1961 : James Bond 007 contre Dr No, de Terence Young, (voix française de Dolores Keator) : Mary Prescott (Mary Trueblood).
- 1961 : Le Zinzin d'Hollywood, de Jerry Lewis, (voix française de Felicia Atkins) : Serina.
- 1962 : Il était trois flibustiers, de Massimo Patrizi, (voix française de Pier Angeli) : Consuelo et Altagrazia.
- 1962 : Le Pigeon qui sauva Rome, de Melville Shavelson, (voix française de Elsa Martinelli) : Antonella Massimo.
- 1964 : Le Plus Grand Cirque du monde, de Henry Hathaway, (voix française de Katharyna) : Giovana.
- 1964 : La Tulipe noire, de Christian-Jaque, (voix française de Laura Valenzuela) : Lisette.
- 1966 : 4 dollars de vengeance, de Jaime Jesús Balcázar et Alfonso Balcázar, (voix française de Dana Ghia) : Mercedes Spencer.
- 1967 : L'Espion au chapeau vert, de Joseph Sargent, (voix française de Janet Leigh) : Miss Diketon.
- 1967-1968 : Divers épisodes de la série télévisée Les Envahisseurs, de Larry Cohen.
- 1970 : Catch 22 (film), de Mike Nichols, (voix française de Gina Rovere) : la prostituée avec Nately.

### Télévision (liste non exhaustive)
- 1948 : Les Voix du Fleuve (sous le nom d'Anna Paglieri) de Jean Badie : La narratrice.
- 1953 : Montserrat, de Maurice Cazeneuve pour la Radiodiffusion-télévision française.
- 1955 : La Véritable Histoire de la Périchole (téléfilm de la Radiodiffusion-télévision française) de Jean-Loup Berger ; avec François Chaumette : Camilla Périchole.
- 1956 : L'affaire Marie Bière, épisode de l'émission de télévision judiciaire En votre âme et conscience de Pierre Desgraupes, Pierre Dumayet et Claude Barma, réalisée par Jean Prat ; (créditée Agnès Caprille).
- 1956 : Don Juan, de Charles Bertin (pour la RTBF), réalisé par Jean Nergal.
- 1957 : Marie Walewska (épisode de La caméra explore le temps) de Stellio Lorenzi : Pauline Bonaparte.
- 1957 : Croquis d'Islande (pour la Radiodiffusion-télévision française) de Marcel Hanoun.
- 1958 : L'Exécution du duc d'Enghien (épisode de La caméra explore le temps) de Stellio Lorenzi : Joséphine de Beauharnais.
- 1958 : Enfin lui, (épisode de Le Tour de France par deux enfants) de William Magnin.
- 1960 : Le Prince et le Pauvre, (épisode de Le Théâtre de la jeunesse) de Marcel Cravenne.
- 1960 : Lazarillo, (épisode de Le Théâtre de la jeunesse) de Claude Loursais ; avec Jean Rochefort.
- 1962 : Le Collier de la reine (épisode de La caméra explore le temps) de Stellio Lorenzi : Madame Campan.
- 1967 : Le secret de Wilhelm Storitz (téléfilm) de Eric Le Hung.
- 1970 : Socrate de Roberto Rossellini : Xanthippe, femme de Socrate.
- 1971 : Blaise Pascal de Roberto Rossellini : Michèle Martin.
- 1989 : Là-bas (de la série Mendigots Blues) de Franck Millo : La clocharde.
- 1993 : L'Opéra (de la série Mendigots Blues) de Anne Caprile : La clocharde.
- 2011 : Rencontre inachevée : Louis Jouvet et G.I. Gurdjieff de Gisèle Sarfati : L'actrice âgée.
- 2014 : Ma vie est un rêve (documentaire sur la vie d'Anne Caprile) de Marie Cipriani et José Albertini : Elle-même.

## Radio (liste non exhaustive)
Feuilleton radiophonique Maria la petite provinciale diffusé sur Radio Luxembourg :
- du 22 octobre 1951 au 30 juin 1952 : Maria la petite provinciale, de Robert Morel ; rôle de Maria.

Adaptation radiophonique en 58 épisodes Les Mystères de Paris diffusé sur la Radiodiffusion française :
- 1954 : Les Mystères de Paris, d'après l’œuvre d’Eugène Sue adaptée par Yvan Audouard et Jacques Legris ; réalisé par Bronislaw Horowicz.

Feuilleton radiophonique Monsieur Lecoq diffusé sur la Radiodiffusion française :
- du 11 octobre 1954 au 19 janvier 1955 : Monsieur Lecoq, d'après le roman d’Émile Gaboriau ; avec notamment Michel Bouquet, François Périer, Jean Topart, Pauline Carton et Micheline Presle ; adapté par Yvan Audouard et Jacques Legris ; réalisé par Bronislaw Horowicz.

Feuilleton radiophonique en 64 épisodes Notre-Dame de Paris diffusé sur France Inter :
- 1957 : Notre-Dame de Paris, de Victor Hugo ; avec notamment Michel Bouquet dans le rôle de Claude Frollo et Jean-Marie Amato dans le rôle de Quasimodo ; adapté par Jacqueline Lenoir et réalisé par Jean-Wilfrid Garrett : La Esmeralda.

Série de pièces radiophoniques Les Maîtres du mystère diffusée sur France Inter :
- 1957 : Pendez le notaire, de Jean Bommart ; avec Jacques Hilling ; adapté par Jacques Hilling.
- 1957 : La Grande Marnière, de Georges Ohnet ; avec notamment Henri Virlogeux et Marcel Bozzuffi ; adapté par Claude Gével.
- 1958 : En attendant le bac du Hode, de Alexandra Pecker ; avec notamment Henri Virlogeux, Pierre Vernier et Rosy Varte ; adapté par Roger Richard.
- 1958 : L'Assassinat de la grand-mère, de Maurice Marroux ; avec notamment Henri Virlogeux, Pierre Vernier et Marcel Bozzuffi ; adapté par Jean Cosmos.
- 1958 : Plus amer que la mort, de Fred Kassak ; avec notamment Robert Marcy, Charlotte Clasis et Roland Ménard ; adapté par Roger Richard.
- 1959 : L'Affaire Matapan, de Fortuné du Boisgobey ; adapté par Léon Deutsch.
- 1959 : Nestor Burma contre C.Q.F.D., de Léo Malet ; avec notamment Robert Rollis et Marcel Bozzuffi ; adaptée par Roger Richard.
- 1959 : Le Froid du tombeau, de Louis C. Thomas ; avec notamment André Valmy, Yvonne Clech, Roger Carel, Henri Virlogeux et Maurice Chevit ; adapté par Jean Grimod.
- 1959 : Le Mystère d'Edwin Drood, de Charles Dickens ; avec notamment Jean Bolo ; adapté par Pierre Rolland.
- 1959 : Le Crime de Lord Arthur Savile, d'Oscar Wilde ; avec notamment Michel Bouquet, Martine Ferrière et Rosy Varte ; adapté par Jeannine Raylambert.
- 1960 : Chewing-gum et spaghetti, de Charles Exbrayat ; avec notamment Guy Piérauld, Rosy Varte et Maurice Chevit ; adapté par Jean Grimod.
- 1960 : Mister Sharkey rentre au pays, de Sergio Donati ; avec notamment Guy Piérauld, Henri Virlogeux, Pascal Mazzotti et Maurice Chevit ; adapté par Jean Chatenet.
- 1961 : L'Assassin part en vacances, d'André Picot ; avec Arlette Thomas ; adapté par Jean Chatenet.
- 1961 : Les Pistolets solitaires, de Jacques Decrest ; avec notamment Pierre Vernier, Michel Beaune et Henri Crémieux ; adapté par Jacques Decrest.
- 1961 : Les Jeux du cirque, de Jacques Fayet ; avec notamment Pierre Vernier.
- 1961 : Au fond de Neuilly, d'après le roman de L. Palinges ; avec notamment Pierre Vernier ; adapté par Léon Deutsch.
- 1961 : Une balle pour rien, de Colin Robertson ; avec notamment Henri Crémieux, Martine Sarcey et Arlette Thomas ; adapté par Charles Maitre.
- 1963 : Une si charmante soirée, de Charles Maitre ; avec notamment Michel Piccoli, Yvonne Clech et René Havard ; adapté par Charles Maitre.
- 1965 : Choc en retour, de Francis Didelot ; avec notamment André Valmy ; réalisé par Jean-Wilfrid Garrett.

Feuilleton radiophonique en cinq épisodes Gil Blas de Santillane diffusé sur France II-Régional :
- 1960 : Gil Blas de Santillane, de Alain-René Lesage ; avec notamment Rosy Varte, Henri Virlogeux, Maurice Biraud, Malka Ribowska, Nelly Borgeaud, Alain Feydeau, Jean Piat, Louis Seigner et Maria Meriko ; adapté par Jacqueline Lenoir.

Feuilleton radiophonique en 54 épisodes Les Exploits de Nick Carter diffusé sur France Inter :
- De 1961 à 1963 : Les Exploits de Nick Carter, de Jean Marcillac ; avec notamment Jacques Morel, Michel Roux, Maurice Chevit, Pauline Carton, Henri Virlogeux, Pierre Mirat, Laurence Badie, Gérard Darrieu, Madeleine Barbulée et Claude Piéplu ; réalisé par Abder Isker et Gilbert Caseneuve.

Série de pièces radiophoniques Hitchcock sélection diffusée sur France Inter :
- 1963 : De quoi mourir de rire, de Robert Arthur ; avec notamment Antoine Marin ; adapté par Philippe Hébert.

Série de pièces radiophoniques Théâtre de l'étrange diffusée sur France Inter :
- 1965 : Frère Hans, mon frère Hans, de Jacqueline H. Osterrath ; avec notamment Jean Négroni et Philippe Brigaud ; réalisé par Philippe Brigaud.
- 1966 : Le monde que j'avais quitté, de Anatoly Dneprov ; avec Jean Piat, Jean Servais et Claude Dasset ; adapté par Robert Arnaut.
- 1966 : Bonne nuit Sophia, de Lino Aldani ; avec notamment Marcel Bozzuffi, Jean Martinelli et René Bériard ; adapté par Serge Douay.
- 1967 : La Démangeaison, de Alain Spiraux ; avec notamment Claude Piéplu et Jean Martin ; réalisé par Jean-Pierre Colas.

Série radiophonique de 131 épisodes Les Mystères de Londres de Paul Féval diffusée sur France Inter :
- De 1963 à 1964 : Les Mystères de Londres, réalisé par Claude Mourthé ; avec notamment Michel Simon, Françoise Rosay, Yvonne Clech, Les Frères Jacques, Pierre Dux, Jacques Duby, Jean-Roger Caussimon, Annie Girardot, Marcel Bozzuffi, Madeleine Barbulée, Jean Desailly, Nadine Alari et Laurence Badie.

Feuilleton radiophonique de 740 épisodes Bons baisers de partout de Pierre Dac et Louis Rognoni diffusé sur France Inter :
- De 1966 à 1974 : Bons baisers de partout ; avec notamment Pierre Dac, Paul Préboist, Roger Carel, Jean Piat et Maurice Biraud : rôles récurrents d'Antoinette Duglambier, dite Mémaine, et de la comtesse Vanda Vodkamilkevich.

Autres :
- 1952 : Guillaume Apollinaire toujours vivant, témoignages d'écrivains et lectures de poèmes d'Apollinaire, émission diffusée par la Radiodiffusion française ; avec notamment Jean Cocteau, Paul Fort, Marie Laurencin, Silvia Monfort et Georges Duhamel ; réalisée par Jean-Jacques Vierne.
- 1954 : Dombey et Fils, de Charles Dickens ; pièce radiophonique adaptée par André Gilliard, diffusée par la Radiodiffusion française ; avec notamment Jacques Dumesnil et Silvia Monfort ; réalisée par Georges Godebert.
- 1954 : Le Valet maître, de Paul Armont ; pièce radiophonique adaptée de la pièce puis du film du même nom, diffusée par la Radiodiffusion française le 28 août 1954 ; avec notamment Gabriello.
- 1955 : Le Songe de Gérontius, de John Henry Newman ; pièce radiophonique adaptée du poème de l'auteur, diffusée le 8 avril par la Radiodiffusion française à l'occasion du vendredi saint sous le titre Le songe de la Mort[35], avec notamment Jean Negroni.
- 1957 : La vie exemplaire de Louis-Dominique Cartouche, roi des voleurs, de Yvan Audouard et Raymond Thévenin ; pièce radiophonique diffusée sur Paris Inter ; avec notamment Serge Reggiani, René Lefèvre, Jean-Roger Caussimon, Bernard Dhéran et Lise Delamare ; réalisée par René Wilmet.
- 1957 : Ballet pour les oreilles, de Juan Peñalver ; avec notamment Micheline Bona, Roger Blin et Michel Vitold ; réalisé par Claude Roland-Manuel.
- 1958 : Les enquêtes de Sherlock Holmes - Les Six Napoléons, de Arthur Conan Doyle ; pièce radiophonique diffusée par la Radiodiffusion française le 24 novembre 1958 ; avec notamment Pierre Mondy.
- 1967 : 6 810 000 litres d'eau par seconde, de Michel Butor ; pièce radiophonique diffusée sur France Culture ; avec Nadine Alari, Madeleine Barbulée, Jean-Roger Caussimon, François Chaumette et Madeleine Renaud ; réalisée par Philippe Guinard.
- 1970 : La Duchesse de Langeais, d'Honoré de Balzac ; pièce radiophonique diffusée sur France Culture ; avec Hélène Duc, Alain Janey, Jean-Louis Maury, Jean-Pierre Jorris et R. J. Chauffard ; réalisée par Claude Mourthé.
- 1971 : La Deuxième Existence du camp de Tatenberg, d'Armand Gatti ; pièce radiophonique diffusée sur France Culture ; avec Michel Creton ; réalisée par Jean-Pierre Colas.
- 1972 : Les Guss, d'Anne Caprile ; pièce radiophonique diffusée sur France Inter ; avec Julien Guiomar ; réalisée par Henri Soubeyran.
- 1972 : I Guss, d'Anne Caprile ; adaptation italienne de la pièce radiophonique Les Guss diffusée sur Rai Radio 3 ; avec Lilla Brignone et Gianni Santuccio ; réalisée par Andrea Camilleri.
- 1974 : Si tu grimpes à l'arbre, rapporte-moi une vache !, de Tawfiq al-Hakim ; adaptation d'Anne Caprile ; pièce radiophonique produite par l'ORTF diffusée sur Radio-Canada ; avec Julien Guiomar ; réalisée par Bronislaw Horowicz.
- 1981 : Nostradamus : la vérité (documentaire radiophonique scénarisé dans le cadre de l'émission La Tribune de l'Histoire présentée par Alain Decaux) ; avec Jean-Roger Caussimon ; réalisé par Georges Gravier.
- 1982 : Maigret et le clochard, de Georges Simenon ; pièce radiophonique adaptée par Eulalie Steen et Jean-Jacques Steen, diffusée par France Culture ; avec notamment Jean-Marc Thibault, Sophie Agacinski, Claude Dasset, Philippe Clay et Guy Piérauld ; réalisée par Jean-Wilfrid Garrett.

## Réalisation
- 1976 : Les contes de la petite vache ; court métrage d'animation.
- 1986 : Abel ; moyen métrage documentaire, sur lequel André Bonzel était directeur de la photographie avant qu'il devienne 6 ans plus tard co-réalisateur (avec Benoît Poelvoorde et Rémy Belvaux) du long métrage C'est arrivé près de chez vous.
- 1989 : Mendigots Blues ; court métrage.
- 1990 : Bronislaw ; moyen métrage documentaire présenté à la Bibliothèque Nationale de France le 6 décembre 2006[36] et au Mémorial de la Shoah le 12 janvier 2020[37] ; adapté du livre « Et l'homme blanc écrivait son histoire » de Bruno Durocher.
- 1990 : Le jeu du renard  ; long métrage.
- 1993 : L'Opéra ; court métrage.
- 1995 : Le mystère de la création ; moyen métrage documentaire.
- 1998 : Le voyage de la souris ; court métrage d'animation.

## Disques (liste non exhaustive)
- Lourdes 1858-1958 (Edizione italiana), de Michel de Saint Pierre[38], 1958.
- Suspense et mystère – Cris dans la nuit (roman policier noir), de Franck Sauvage ; avec Henri Virlogeux et Louis Velle[39], 1959.
- Poèmes dits par Anne Caprile, de Jean-Paul Mestas, 1970.
- Bons baisers de partout, de Pierre Dac et Louis Rognoni, 1966/1974 ; ré-édition en CD numériques des 149 premiers épisodes de « l'Opération Tupeutla » diffusés sur France Inter du 17 janvier au 24 août 1966 ; chez EPM Musique ; d'après les archives conservées par l'INA[40].
- Séverine, Belle et Sébastien : La rencontre, de Cécile Aubry, chez Hachette Livre[41], 1978.

## Livres
- Poèmes retrouvés, Éditions Caractères, Anne Caprile, 1971 (OCLC 77224510).
- Le Son franchit l'espace et le compose, Éditions Caractères, Anne Caprile, 1976 (OCLC 3071251).
- Les Guss : comédie dramatique à deux personnages en trois actes et quatre tableaux, Éditions Galilée, Anne Caprile, 1982 (OCLC 11411858) ; (traduit en  Italie par Hugo Ronfani sous le titre I Guss ; aux  États-Unis par France Keen sous le titre The Joes ; ainsi qu'en  Espagne par Daniel Bohr sous le titre José).
- Le jugement : comédie dramatique en quatre actes, Éditions Galilée, Anne Caprile, 1986 (OCLC 490928146).

## Anecdotes
Alors qu'elles jouent avec Jean Vilar lors du tout premier Festival d'Avignon en septembre 1947, Anne Caprile et Jeanne Moreau partagent la même chambre d'un hôtel vétuste grouillant de punaises. Les deux jeunes starlettes (âgées de 26 ans pour la première et de 19 ans pour la seconde), peu argentées, se nourrissent alors principalement de tomates ou de melons et s'amusent régulièrement à s'échanger leurs vêtements pour laisser croire qu'elles possèdent un semblant de garde-robe.

## Procédure contre Maurice Pialat
Anne Caprile, autrice sous le pseudonyme d'Antony Capa de la pièce « Les Guss » qu'elle interprète en 1970 au Théâtre du Vieux-Colombier avec pour partenaire Roger Hanin sur une mise en scène de Roberto Rossellini, intente en 1972 un procès pour contrefaçon à Maurice Pialat car le film de celui-ci, « Nous ne vieillirons pas ensemble », présente des similitudes avec sa pièce.
Elle gagne en première instance le 18 janvier 1979, le tribunal reconnaissant dans le scénario du film « Nous ne vieillirons pas ensemble » une quinzaine de similitudes constitutives de plagiat et de contrefaçon partielle avec l'œuvre dramatique antérieure dénommée « Les Guss ». Il condamne Maurice Pialat à verser à Anne Caprile la somme de 80 000 francs à titre de dommages-intérêts et met hors de cause Jean-Pierre Rassam, producteur délégué du film. Maurice Pialat fait appel de ce jugement le 22 septembre 1980 ; la Cour d'appel considère que c'est à tort que le tribunal a retenu les similitudes relevées comme constituant l'indice d'une contrefaçon, et décharge Maurice Pialat des condamnations prononcées contre lui.

Au terme d'un pourvoi en cassation engagé par Anne Caprile la première Chambre civile de la Cour de Cassation conclut le 17 mars 1982 : 

« que si, effectivement, on peut penser que M. Pialat s'est inspiré à cet égard de l'œuvre de Madame Caprile, et a transposé la scène de violence dans son propre film, il n'en reste pas moins que cette transposition s'est faite dans des conditions telles que la scène relatée par M. Pialat est différente de celle de la pièce de théâtre »

— Cour de Cassation, Anne Caprile c/ Maurice Pialat, 17 mars 1982.
La Cour déboute Anne Caprile de son pourvoi et la condamne aux dépens envers Maurice Pialat. Son livre « Le Jugement », publié en 1986, est inspiré de cette affaire.

## Hommages
- Anne Caprile, le parcours d’une disciple d’Henri Langlois ; Fondation Jean-François & Marie-Laure de Clermont-Tonnerre ; 2014[48].
- [vidéo] « Ma vie est un rêve », sur YouTube ; documentaire de Marie Cipriani et José Albertini sur la vie d'Anne Caprile ; 2014.

## À son sujet
- Recueil sur divers marionnettistes, 1968-1976 (OCLC 762791485).
- Sur mes chemins de Bernard Noël : Itinéraire d'une carrière inachevée  (ISBN 232204234X).
- Le cabaret rive gauche : 1946-1974  (ISBN 284187849X).
- Recueil. Théâtre du Vieux-Colombier, Paris. 1952-1993 (OCLC 866830333).
- Pierre Dac, mon maître soixante-trois  (ISBN 2226078266).
- La conjuration des idiots  (ISBN 2246471915).
- Histoire secrète du cinéma français  (ISBN 2221157273).
- Le cinéma italien, 1945-1990  (ISBN 2825102253).
- Un père pas comme les autres  (ISBN 2809818134).
- Les théâtres parisiens disparus : 1402-1986  (ISBN 2907649302).
- Les aventures de Roberto Rossellini  (ISBN 275610017X).
- Roberto Rossellini : Magician of the Real  (ISBN 275610017X).
- Il fondamentale Neorealismo: Visconti, Rossellini, De Sica  (ISBN 8827851496).
- Louis de Funès, petites et grandes vadrouilles  (ISBN 2221115767).
- Louis de Funès : le sublime antihéros du cinéma  (ISBN 978-2-84521-342-5).
- Rassam Le Magnifique  (ISBN 2080687956).
- Cinéma d'elles 1981-2001 : Situation des cinéastes femmes dans le cinéma français  (ISBN 2825117099).
- French Twentieth Bibliography : Critical and Bibliographical references for the study of French literature since 1885  (ISBN 0945636555).
- Our Voices, Ourselves : Women Writing for the French Theatre  (ISBN 0820414999).
- Cinema and the Second Sex : Women's Filmmaking in France in the 1980s and 1990s  (ISBN 1474290779).